# Pieter Verbruggen (II)

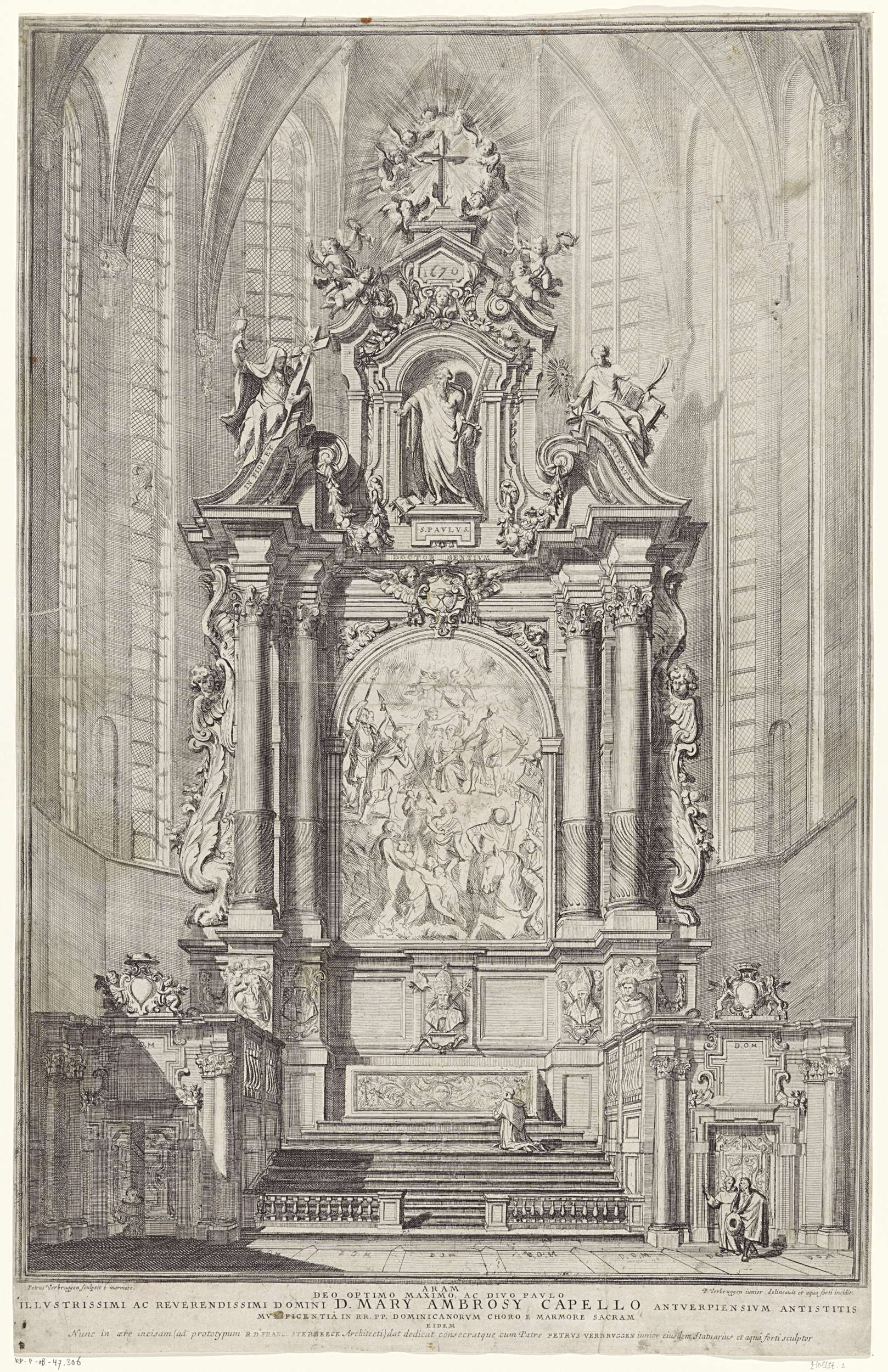
Ontwerp voor het hoofdaltaar van de Sint-Pauluskerk in Antwerpen, ets en ontwerp van Pieter Verbrugghen, 1670

Pieter Verbruggen (II) (alternatieve spellingen: Pieter Verbrugghen (II), Peter van der Brugghen (II), Pieter van der Brugghen (II), Peter Verbruggen (II), Peter Verbrugghen (II), bijnaam Ballon) (Antwerpen, 1648 - aldaar, na 1691) was een Vlaams beeldhouwer, tekenaar, etser en steenhandelaar.

## Levensloop
Pieter Verbruggen was een zoon van Pieter Verbrugghen (I). Hij kreeg waarschijnlijk zijn opleiding van zijn vader. Na het voltooien van zijn opleiding reisde hij naar Rome in 1674.  Daar maakte hij tekeningen naar de werken van de beeldhouwer Gianlorenzo Bernini en antieke sculpturen. Zijn broer, de beeldhouwer Hendrik Frans Verbruggen, gebruikte de tekeningen later als inspiratie voor zijn werken.
Pieter werd op 3 januari 1675 lid van de Bentvueghels, een vereniging van voornamelijk Nederlandse en Vlaamse kunstenaars werkzaam in Rome. Hij kreeg de bijnaam (de zogenaamde 'bentnaam') 'Ballon'. Hij werd tegelijkertijd met Abraham Genoels en François Moens toegelaten als lid van de Bentvueghels.
Na zijn terugkeer naar Antwerpen in 1677 werkte Pieter als graveur. Hij werd toegelaten als een meester van het Antwerpse Sint-Lucasgilde in 1680, maar bleef werken als medewerker in de werkplaats van zijn vader. Hij werd deken van het Gilde in 1691. Hij trouwde met Maria Isabella Heck in 1688.
Hij is bekend om verschillende ontwerpen van graven en andere religieuze structuren waaronder het ontwerp dat hij in samenwerking met zijn vader maakte voor het hoofdaltaar van de Sint-Pauluskerk te Antwerpen. Hij was een uitstekend vakman in plaats van een origineel kunstenaar.
Joannes Boecksent was zijn leerling.